# ليروي كيز
ليروي كيز (بالإنجليزية: Leroy Keyes)‏ هو لاعب كرة قدم أمريكية أمريكي، ولد في 18 فبراير 1947 في نيوبورت نيوز في الولايات المتحدة.

## وصلات خارجية
- ليروي كيز على موقع مرجع كرة القدم المحترفة.كوم (الإنجليزية)
- ليروي كيز على موقع كلية كرة القدم في سبورتس رفرنس.كوم (الإنجليزية)